# Унінський потік
Унінський потік (словац. Unínsky potok) — річка  в Словаччині, ліва притока Морави, протікає в окрузі Скаліца.
Довжина — 17 км.
Витікає з масиву Хвойніцка височина на схилі гори Замчіско на висоті 373 метри. Біля села Петрова Вес споруджено однойменне водосховище.
Впадає у Мораву біля села Копчани на висоті 153 метри.